# Mae Muller
Holly Mae Muller, nota semplicemente come Mae Muller (Kentish Town, 26 agosto 1997), è una cantautrice britannica.
Ha rappresentato il Regno Unito all'Eurovision Song Contest 2023 con il brano I Wrote a Song.

## Biografia
Holly Mae Muller è nata il 26 agosto 1997 ed è cresciuta nella zona nord di Londra, a Kentish Town. A 10 anni è apparsa nel video musicale di Grace Kelly di Mika. Durante l'università, tra le altre cose, ha lavorato come cassiera e come barista in un pub. All'età di 19 anni ha iniziato a scrivere le sue prime canzoni.
Mae Muller ha debuttato come cantante incidendo il suo primo brano, Close. In tale frangente, ha collaborato con un amico musicista per la produzione della traccia e l'ha successivamente resa disponibile su SoundCloud. La ha ottenuto ottiene una certa popolarità sulla piattaforma, spingendo l'artista a dedicare più tempo alla musica. Tempo dopo, un video caricato su Instagram le ha permesso di essere scoperta dal suo primo manager, grazie al quale ha firmato subito un contratto con la Capitol Records. A questo punto Muller ha iniziato un intenso processo di scrittura che l'ha portata, nei primi mesi del 2018, a pubblicare in digitale i suoi primi singoli e l'EP di debutto After Hours. Ha fatto seguito nell'ottobre 2018 il suo secondo EP Frankly.
Il 18 aprile 2019, dopo aver pubblicato altri singoli, è uscito l'album di debutto della cantante, Chapter I, che ha promosso esibendosi come opening act per i concerti britannici e irlandesi del LM5: The Tour delle Little Mix. Nel 2020 ha pubblicato il singolo Therapist, già presentato dal vivo, e ha intrapreso la sua prima tournée da headliner costituita da cinque concerti e svolto nel febbraio 2020. Il 6 novembre 2020 ha pubblicato il suo terzo EP No One Else, Even You e ha annunciato il suo secondo tour, di più ampio respiro rispetto al precedente, per il 2021.
Nel 2021 ha collaborato con Polo G e Neiked nel singolo Better Days, che ha ottenuto una candidatura agli MTV Video Music Awards 2022 all'esibizione push dell'anno oltre a venire certificato disco di platino dalla Recording Industry Association of America. Nel 2022 ha collaborato con Marshmello e Trippie Redd nel singolo American Psycho.
Il 9 marzo 2023 l'emittente radiotelevisiva britannica BBC ha annunciato di avere selezionato internamente Mae Muller con l'inedito I Wrote a Song come rappresentante nazionale per l'Eurovision Song Contest 2023 a Liverpool. Nel maggio successivo, in occasione della finale eurovisiva, Mae Muller si è classificata al 25º posto su 26 partecipanti con 24 punti totalizzati.
A settembre 2023 è stato pubblicato il suo album di debutto, Sorry I'm Late. A gennaio 2024 la cantante ha annunciato un periodo di pausa dalle scene musicali e di aver scisso il suo contratto con la Capitol, diventando in tal modo un'artista indipendente.

## Stile e influenze musicali
Mae Muller ha annoverato i Florence and the Machine e Gwen Stefani fra le sue principali ispirazioni musicali, oltre a Sade, le Dixie Chicks e JoJo.

## Discografia

### Album in studio
- 2023 – Sorry I'm Late

### EP
- 2018 – After Hours
- 2018 – Frankly
- 2020 – No One Else, Even You

### Raccolte
- 2019 – Chapter I

### Singoli
- 2018 – Close
- 2018 – Jenny
- 2018 – The Hoodie Song
- 2018 – Pull Up
- 2018 – Busy Tone
- 2019 – Leave It Out
- 2019 – Anticlimax
- 2019 –  Dick
- 2020 – Therapist
- 2020 – I Don't Want Your Money
- 2020 – So Annoying
- 2020 – HFBD
- 2020 – Dependent
- 2021 – Better Days (con Neiked e Polo G)
- 2022 – American Psycho (con Marshmello e Trippie Redd)
- 2022 – I Just Came to Dance
- 2023 – Feels This Good (con Sigala e Caity Baser feat. Stefflon Don)
- 2023 – I Wrote a Song
- 2023 – Me, Myself & I